# Hapeville
Hapeville és una població dels Estats Units a l'estat de Geòrgia. Segons el cens del 2000 tenia 6.180 habitants.

## Demografia
Segons el cens del 2000, Hapeville tenia 6.180 habitants, 2.375 habitatges, i 1.394 famílies. La densitat de població era de 1.006,8 habitants/km².
Dels 2.375 habitatges en un 26,4% hi vivien nens de menys de 18 anys, en un 35,2% hi vivien parelles casades, en un 15,1% dones solteres, i en un 41,3% no eren unitats familiars. En el 32,1% dels habitatges hi vivien persones soles el 9,3% de les quals corresponia a persones de 65 anys o més que vivien soles. El nombre mitjà de persones vivint en cada habitatge era de 2,6 i el nombre mitjà de persones que vivien en cada família era de 3,29.
Per edats la població es repartia de la següent manera: un 24,4% tenia menys de 18 anys, un 11,2% entre 18 i 24, un 33,4% entre 25 i 44, un 20,1% de 45 a 60 i un 10,8% 65 anys o més.
L'edat mediana era de 33 anys. Per cada 100 dones de 18 o més anys hi havia 111,4 homes.
La renda mediana per habitatge era de 34.158 $ i la renda mediana per família de 37.647 $. Els homes tenien una renda mediana de 25.127 $ mentre que les dones 23.766 $. La renda per capita de la població era de 15.793 $. Entorn del 13,7% de les famílies i el 17,9% de la població estaven per davall del llindar de pobresa.

## Poblacions més properes
El següent diagrama mostra les poblacions més properes.